# Geschützter Landschaftsbestandteil Feuchtwiese Niggenbölling

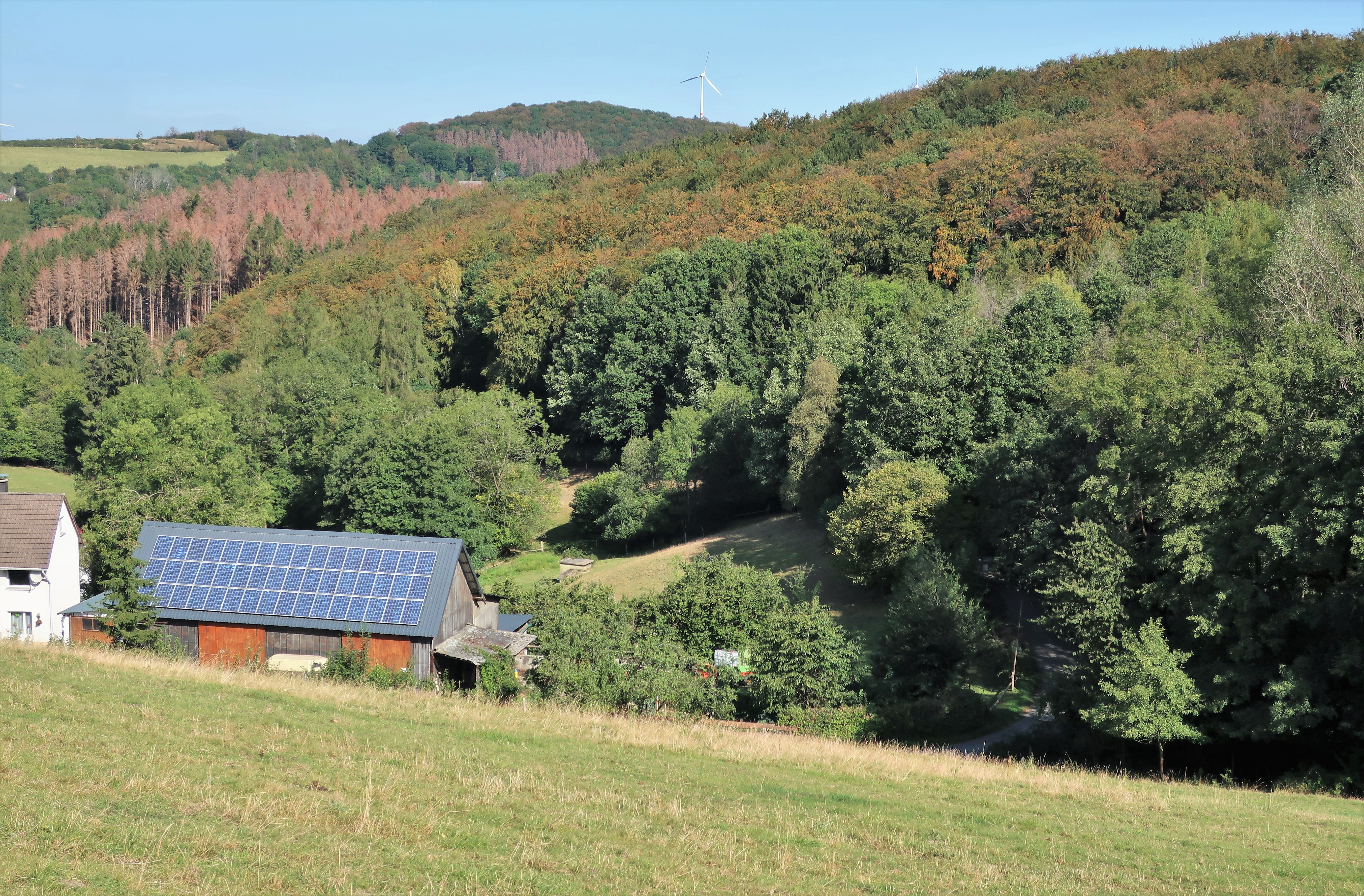
Geschützter Landschaftsbestandteil Feuchtwiese Niggenbölling

Der Geschützte Landschaftsbestandteil Feuchtwiese Niggenbölling mit einer Flächengröße von 0,16 ha liegt auf dem Gebiet der kreisfreien Stadt Hagen in Nordrhein-Westfalen. Der LB wurde 1994 mit dem Landschaftsplan der Stadt Hagen vom Stadtrat von Hagen ausgewiesen.

## Beschreibung
Beschreibung im Landschaftsplan: „Der Landschaftsbestandteil liegt nordöstlich von Niggenbölling. Es handelt sich um Quellwiesen beiderseits der Straße mit Bachlauf und Ufergehölzen.“

## Schutzzweck
Laut Landschaftsplan erfolgte die Ausweisung „zur Sicherung der Leistungsfähigkeit des Naturhaushalts durch Erhalt eines Lebensraumes, insbesondere für die Lebensgemeinschaften der Bachläufe und Feuchtwiesen.“